# Santa Maria de Martorelles
Santa Maria de Martorelles, antigament Martorelles de Dalt, és un municipi de la comarca del Vallès Oriental.

## Geografia
- Llista de topònims de Santa Maria de Martorelles (Orografia: muntanyes, serres, collades, indrets..; hidrografia: rius, fonts...; edificis: cases, masies, esglésies, etc).

## Història
Encara que no es pot afirmar amb seguretat, els primers residents van tenir com a primera residència fa 2.300 anys aproximadament el poblat ibèric, que estava envoltat de la gran muralla del Turó d'en Guillamí, el qual està situat a la Serralada de Marina i formava part de la Laietània. Els laietans, patint per les seves vides, van participar en la Segona Guerra Púnica aliant-se amb les legions romanes que havien desembarcat a Empúries per lluitar contra els Cartaginesos l'any 218 aC i van marxar directes cap a l'Ebre a combatre'ls. Aquesta aventura romana, finalment, va costar cara als laietans, car l'any 195 aC les forces romanes, comandades per Cató, van ocupar els pobles que no es volien sotmetre, entre els quals el de Martorelles, que va ser cremat i destruït.
Després de la destrucció del poblat, els primers documents que daten de l'existència de Santa Maria de Martorelles són de l'any 992, que és esmentada com a Martorelles de Dalt.
El 1005, el poble ja va ser format al voltant de l'església parroquial, situada dins el terme del castell de Castellruf. L'església de Santa Maria de Martorelles ja es va documentar com a parròquia en aquesta època. També hi ha notícies d'una capella situada vora de Can Sunyer i dedicada a Sant Martí, restaurada el segle xviii i enderrocada cap al 1920.

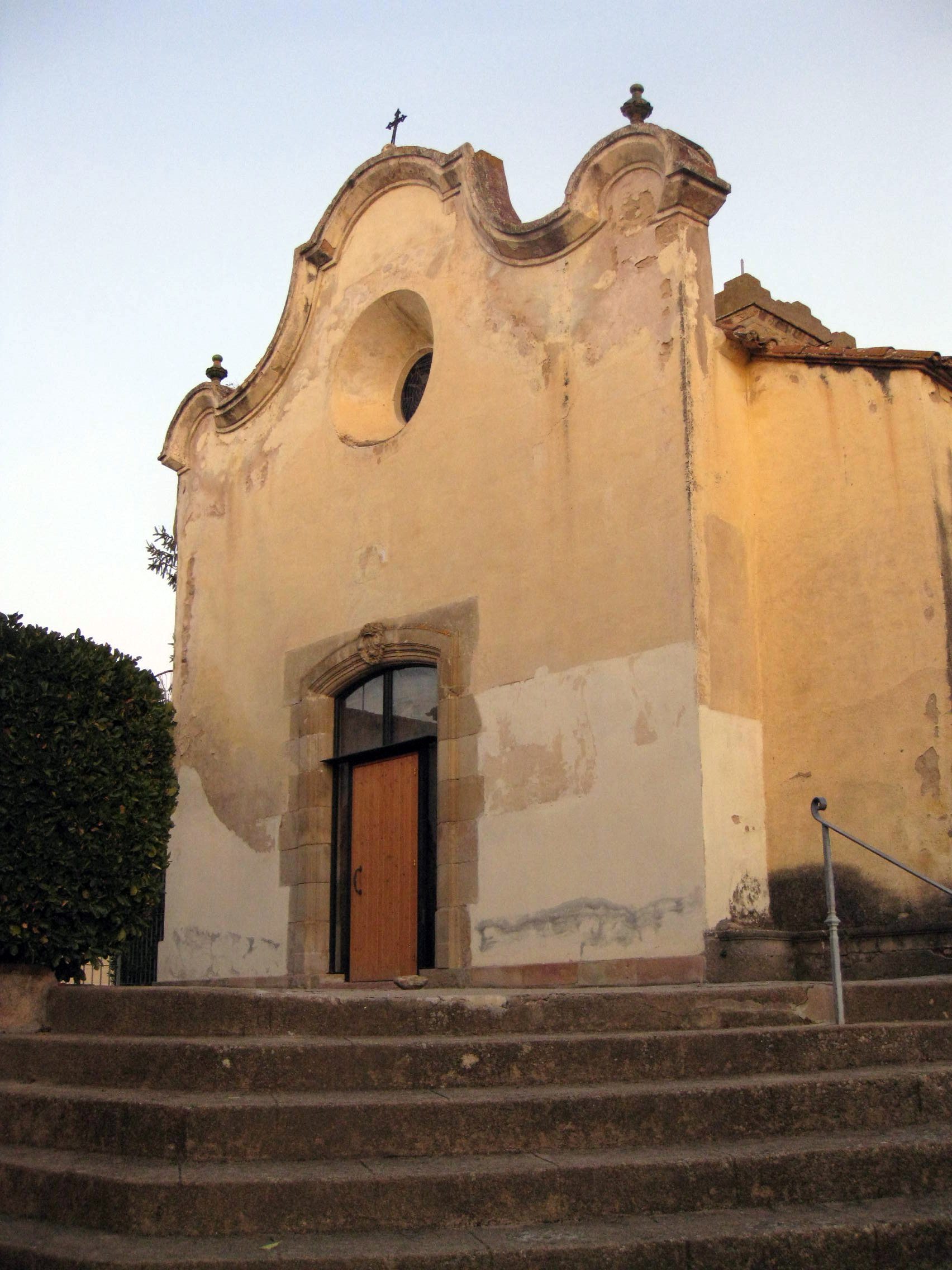
Església de Santa Maria de Martorelles

El 1105, el bisbe de Barcelona Berenguer Bernat, va consagrar l'església parroquial del poble, la qual cosa significà que l'anterior terme va ser renovat. Més tard, el 1161, el bisbe Guillem de Torroja dona la parròquia, amb els seus alous, béns i la sagrera, a la Canònica de Barcelona.
Al Segle XVIII, el territori del municipi de Martorelles, els dos actuals municipis, va abraçar el mateix territori que la parròquia de Santa Maria de Martorelles, però en augmentar cada cop més la població de Martorelles de Baix s'hi trasllada la capitalitat.
Segles més tard, el 1927, Martorelles de Dalt es segrega de Martorelles de Baix i forma un municipi propi, recuperant el nom de Santa Maria de Martorelles, que és també el de la parròquia.

### Castellruf
A la Plaça Joan Matons es troba el Menhir de Castellruf.
El castell de Castellruf està documentat ja l'any 1060. Està al costat del poblat ibèric de Poblat Ibèric del Turó de Castellruf, en la defensa de les valls que uneixen el Vallès i el Maresme. Actualment aquest castell està totalment en ruïnes i completament cobert de vegetació. Antigament tenia una plataforma elevada en la qual s'encenien fogueres de nit i fumarades espesses de dia: quan encenien la fumarada de dia volia dir que hi havia moros a la costa.

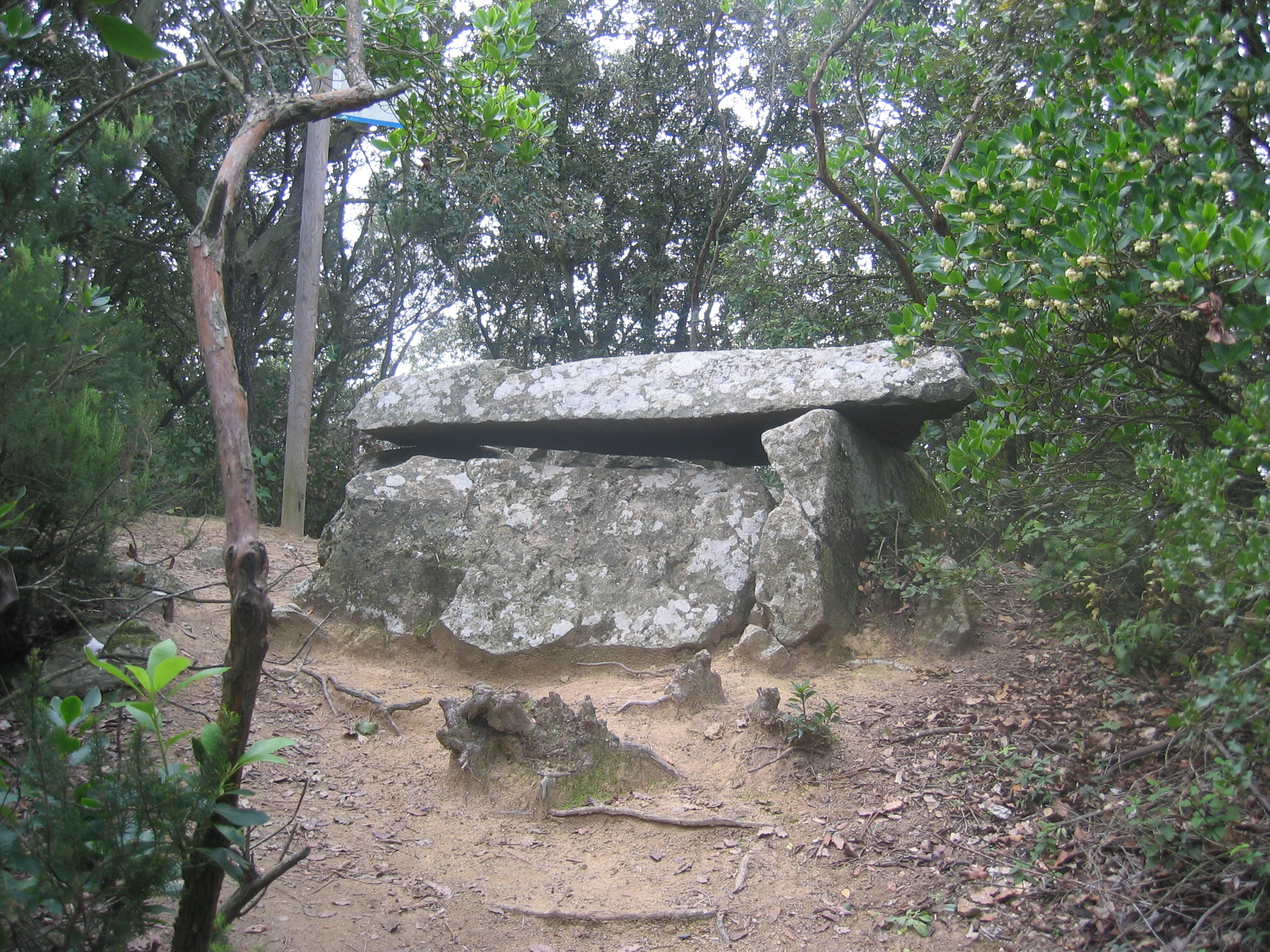
Dolmen del castell de Castellruf

## Demografia
| 1920 | 1930 | 1940 | 1950 | 1960 | 1970 | 1981 | 1990 | 1992 | 1994 |
| ---- | ---- | ---- | ---- | ---- | ---- | ---- | ---- | ---- | ---- |
| -    | 342  | 381  | 299  | 383  | 410  | 396  | 452  | 501  | 501  |

| 1996 | 1998 | 2000 | 2002 | 2004 | 2006 | 2008 | 2010 | 2012 | 2014 |
| ---- | ---- | ---- | ---- | ---- | ---- | ---- | ---- | ---- | ---- |
| 658  | 692  | 700  | 698  | 736  | 788  | 813  | 839  | 865  | 851  |

| 2016 | 2018 | 2020 | 2022 | 2024 | 2026 | 2028 | 2030 | 2032 | 2034 |
| ---- | ---- | ---- | ---- | ---- | ---- | ---- | ---- | ---- | ---- |
| 861  | 882  | 890  | 889  | 873  | -    | -    | -    | -    | -    |

El primer cens és del 1930 després de la desagregació de Martorelles.